# Maximilian Verhas

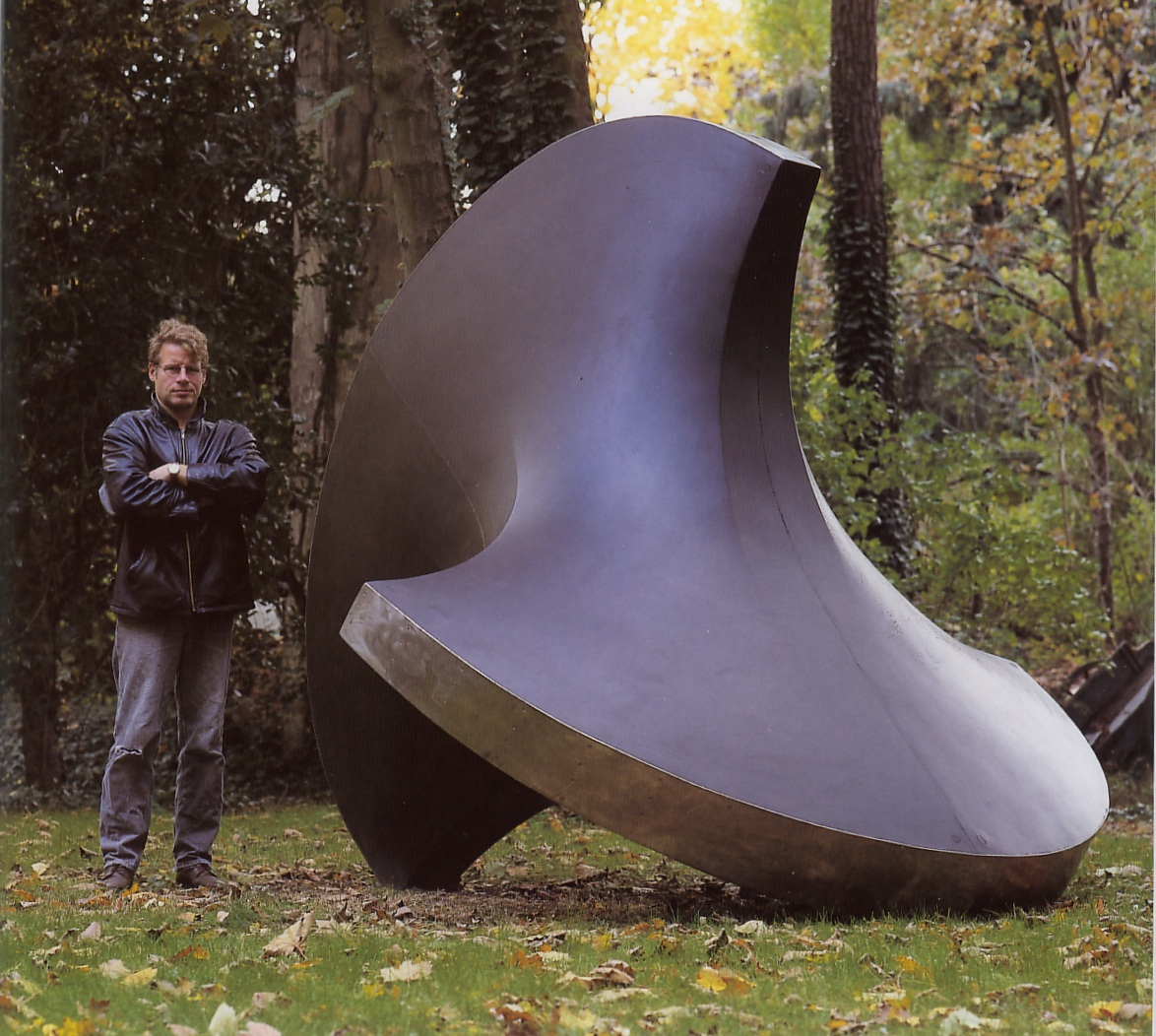
Der Künstler mit „Großer Rollkörper Nr. 1“, Polyester/Edelstahl, 250 × 300 × 250 cm, 1998

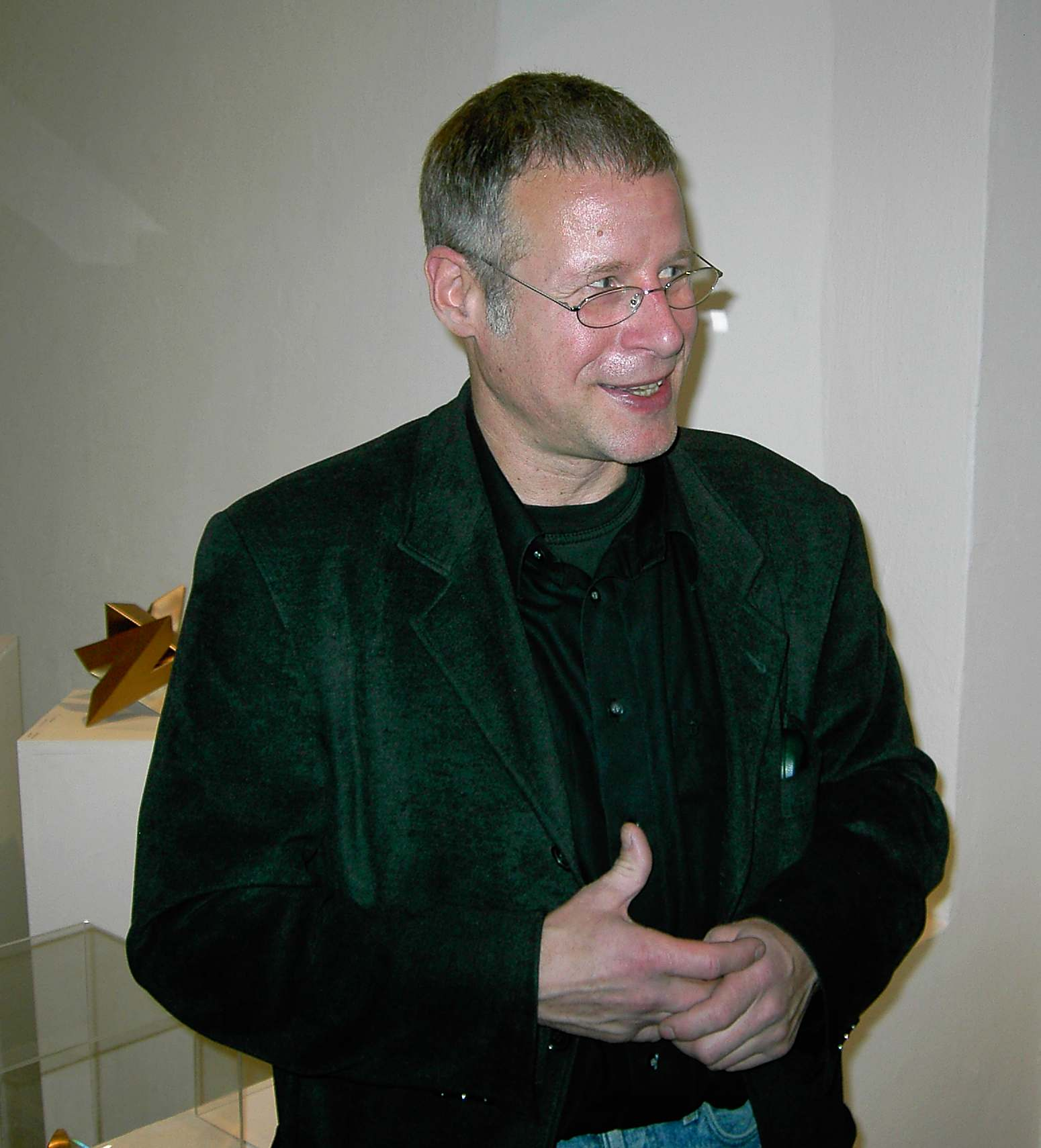
Maximilian Verhas: Vernissage in der Galerie Sculptur (Bamberg) am 4. April 2007

Maximilian Verhas (* 1960 in Essen) ist ein deutscher Bildhauer, der durch seine sogenannten „Rollkörper“ bekannt wurde, mit denen er sich seit Anfang der 1990er Jahre beschäftigt. Diese abstrakten Metallplastiken lassen sich aufgrund ihrer Formgebung und Massenverteilung auf einer glatten Fläche mittels eines leichten Stoßes in Bewegung setzen.

## Leben
Nach seinem Abitur 1981 in Düsseldorf und verschiedenen Praktika (u. a. Kostümbildner in Köln und Grafiker in Den Haag) studierte Verhas an der Akademie der Bildenden Künste Nürnberg, Malerei und Grafik bei Clemens Fischer und Georg Karl Pfahler sowie figürliche Bildhauerei bei Christian Höpfner. 1985 arbeitete Verhas als Metallkonstrukteur. 1986 nahm er ein Studium an der Hochschule der bildenden Künste in Berlin auf. 1987 begann er mit der Entwicklung von Stahlkompositionen und verbrachte einen Studienaufenthalt am College of Art in Canterbury. 1989 folgte ein Studienaufenthalt in New York City. 1990 schloss er sein Studium der abstrakten Stahlplastik als Meisterschüler von David Evison ab. Verhas lebt und arbeitet in Berlin.

## Einzelausstellungen (Auswahl)
- 1990 Große Stahlskulpturen – Rheinboden-Hypothekenbank, Köln
- 1992 Galerie Forum Herrentierbach, Baden-Württemberg
- 1993 Zeitform – Galerie Oderform, Berlin
- 1994 Maximilian Verhas mit Helmut Bruch und F. Meyer-Roland – Bildhauer-Galerie Messer-Ladwig, Berlin
- 1994 Fundstücke – im Rathaus Schöneberg, Berlin
- 1994 Stahlplastiken – Bildhauergalerie Messer-Ladwig, Berlin
- 1995 sculpture in motion – Stichting Museum Vaals, NIL
- 1996 Galerie am Neuen Palais, Potsdam
- 1997 Galerie Klauspeter Westenhoff, Hamburg
- 1998 Stahlskulpturen – Petruskirche Berlin
- 1999 Rollkörper – Bildhauergalerie Messer-Ladwig, Berlin
- 1999 Neue Plastiken – Galerie Klauspeter Westhoff, Hamburg
- 2000 moving sculptures – Museum Dr. Bamberger Haus, Rendsburg
- 2000 Ring of Kerry im Skulpturengarten, Rendsburg
- 2001 Rollkörper mit Bildern von Sergeij Poliakoff, Galerie Klauspeter Westhoff, Hamburg
- 2001 Rollkörper, Parlamentsredaktion der Rheinischen Post, Berlin
- 2002 moving sculptures – ING – BHF Bank, Berlin
- 2002–2003 Galerie Barbara von Stechow, Frankfurt am Main – Werkkatalog 2002
- 2002–2003 Galerie Effelsberg, Königswinter
- 2002–2003 Galerie Leu, München
- 2007 Galerie Sculptur, Bamberg
- 2009 Galerie Friedmann-Hahn, Berlin – Still in motion
- 2011 Galerie Friedmann-Hahn, Berlin – Still in motion

## Sammlungen (Auswahl)
- Rheinboden-Hypothekenbank, Köln
- Privatsammlung Bucerius, Hamburg
- Schleswig Holsteinisches Landesmuseum
- Skulpturenpark Hans Heinemann, Rendsburg
- Stiftung Stadtmuseum, Berlin
- Sammlung S. u. U. Ströher, Darmstadt